# Trachysphyrus venustus
Trachysphyrus venustus är en stekelart som beskrevs av Myers 1914. Trachysphyrus venustus ingår i släktet Trachysphyrus och familjen brokparasitsteklar. Inga underarter finns listade i Catalogue of Life.